# Marstall (Neustrelitz)

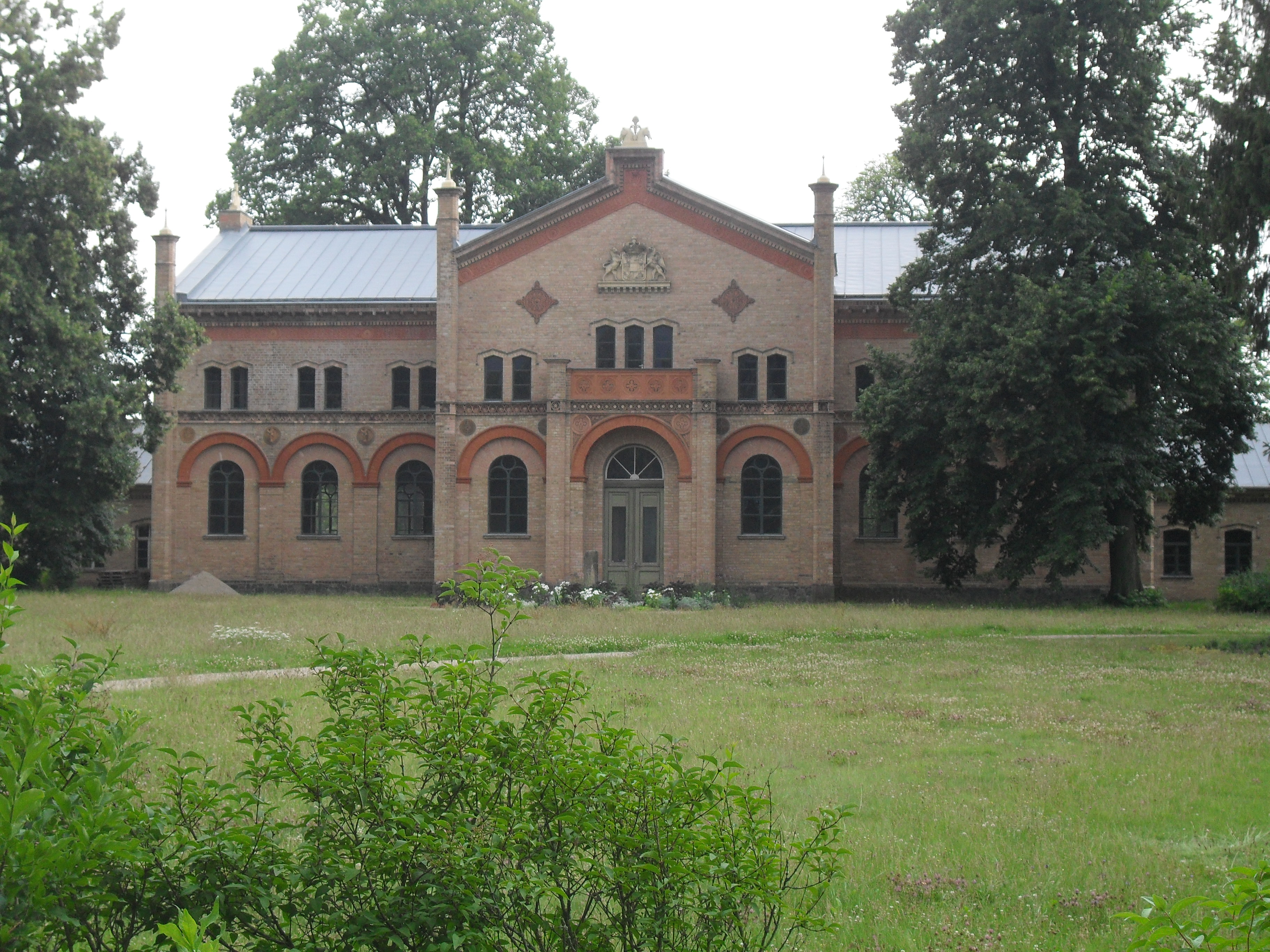
Marstall; Ansicht vom Schlosspark Neustrelitz

Der Marstall in Neustrelitz (Mecklenburg-Vorpommern), Friedrich-Ludwig-Jahn-Straße 13, am Schlosspark Neustrelitz, stammt von 1846.
Das Gebäude steht unter Denkmalschutz.

## Geschichte
Die Residenzstadt Neustrelitz mit 20.151 Einwohnern (2020) wurde erstmals 1732 erwähnt.
Nach dem Bau des barocken Schlosses Neustrelitz von 1726 bis 1731 für die regierenden Herzöge und Großherzöge von Mecklenburg-Strelitz entstand 1740 der alte, später abgerissene Marstall.
Das neue zweigeschossige neunachsige dreiflügelige historisierende gelbe Backsteingebäude in U-Form mit dem prägenden Giebelrisalit, dem Wappen im Giebel, den vielen Fialen und den Terrakotten und Akroterion wurde von 1844/45 bis 1846 nach Plänen des großherzoglichen Landeshofbaumeisters Friedrich Wilhelm Buttel gebaut. Der Abschluss der in Abschnitten erfolgten Bauarbeiten war um 1870 nach Plänen von Baurat Richard. Im inneren Mittelteil überspannt das freitragende Dach eine Reithalle. Die Stallungen waren in den Seitenflügeln und die Wohnräume für die Pferdeknechte und Kutscher in den Kopfbauten der Seitenflügel untergebracht. Aus der Bauzeit blieben erhaltenen: die Tragwerke, gusseisernen Stützen, gepflasterten Fußböden, Wandfliesen und sanierten Holzstützen sowie Kassettendecken. Das Gebäude gehörte zum Ensemble des einstigen Schlosses.
Nach 1918/19 waren in einem Flügel Werkstätten (Malsaal, Tischlerei) für das Landestheater Neustrelitz untergebracht. Von 1934 bis 1944 diente das Gebäude als Turnhalle für die Führerschule des Deutschen Hochschulinstituts für Leibesübungen Berlin der Reichsakademie für Leibesübungen. Reitsaal und Stallungen im Nordflügel wurden zu drei Turnhallen umgebaut.
Nach dem Zweiten Weltkrieg wurde der Marstall bis 1957 durch die Sowjetarmee genutzt. Danach waren hier wieder bis 1990 die Turnhallen.
Von 2001 bis 2005 und von 2009 bis 2011 wurde der Marstall in Bauabschnitten grundsaniert. 2021 haben die weiteren Sanierungsarbeiten als 4. Bauabschnitt mit Fördermitteln aus dem Landwirtschaftsfonds der Europäischen Union begonnen. Es entstehen nach Plänen von milatz schmidt architekten aus Neubrandenburg ein repräsentativer öffentlicher Veranstaltungssaal im Mitteltrakt und Räume für die Probenbühne des Theaters in den Seitenflügeln. Das Umfeld des Marstalls soll danach um 2022/23 hergerichtet werden.